# Wilhelm Karmann

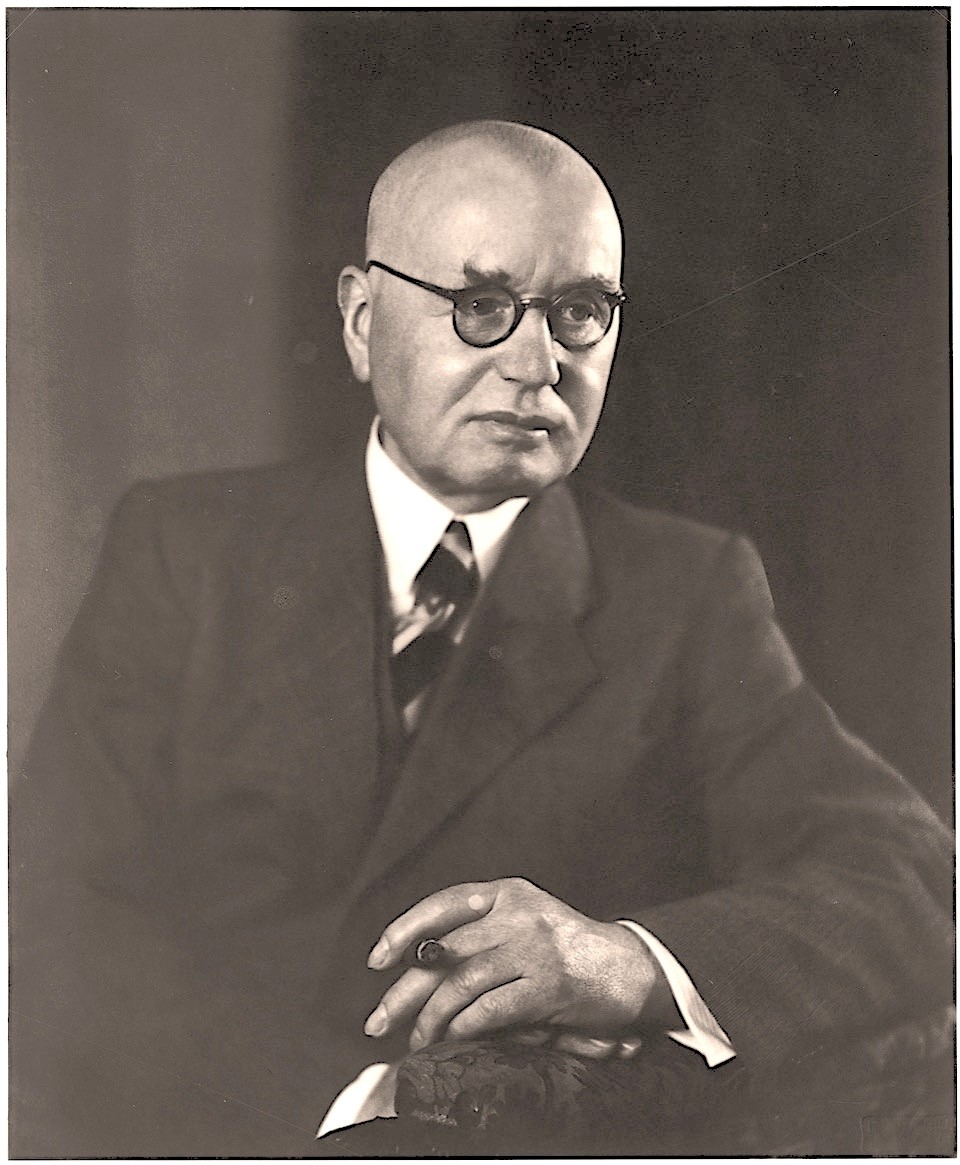
Wilhelm Karmann

Wilhelm Karmann (* 14. Februar 1871 in Krefeld; † 28. September 1952 in Osnabrück) war ein deutscher Unternehmer.

## Leben
Der Sohn des Holzkohlehändlers und Wagenbauers August Karmann absolvierte im elterlichen Betrieb in Krefeld eine Ausbildung zum Stellmacher, die grundlegende Bedeutung für seinen weiteren beruflichen Werdegang bekommen sollte. Karmann war fasziniert von den Möglichkeiten des ausgehenden 19. Jahrhunderts und besuchte nach den sonntäglichen Kirchgängen einen Kursus für technisches Zeichnen. Er träumte bereits vom Bau von Motorwagen. Nachdem er seine Vorstellungen im elterlichen Betrieb jedoch nicht umsetzen konnte, suchte er seinen eigenen Weg. Als Techniker fand er Anstellungen in verschiedenen Wagenbaufirmen, bis er 1899 schließlich in Köln bei Heinrich Scheele als Abteilungs- und Betriebsleiter eingestellt wurde.
Karmann sah sich am Ziel seiner Träume, als er von Minna Klages zum 1. August 1901 den renommierten Osnabrücker Wagenbaubetrieb ihres verstorbenen Ehemannes Christian Klages übernehmen konnte. 1949 startete er seine erfolgreiche Zusammenarbeit mit dem Volkswagenwerk, für das er ein viersitziges Cabriolet, das VW Käfer Cabriolet entwarf. Der Grundstein für den weltweiten Erfolg der Wilhelm Karmann GmbH war gelegt.
Am 24. November 1908 heiratete er seine Mathilde Elsinghorst (1880–1965). Sein einziger Sohn Wilhelm Karmann jun., drittes von insgesamt fünf Kindern, wurde am 4. Dezember 1914 geboren und trat bereits mit 19 Jahren als Praktikant in das elterliche Unternehmen ein. Seine Töchter heirateten in die Familien Battenfeld (Mathilde) bzw. Boll (Marianne) ein, die auch als Gesellschafter der Wilhelm Karmann KG fungierten. Die ehemaligen Gesellschafter des 2009 insolvent gegangenen Familienunternehmens Wilhelm Karmann GmbH stellten somit die drei Familienstämme Battenfeld (30 %), Boll (30 %) und Karmann (40 %), die in gleichrangiger Linie mit dem Unternehmensgründer verwandt sind.
1950 wurde er von Kardinal-Großmeisters Nicola Canali in den Ritterorden vom Heiligen Grab zu Jerusalem aufgenommen und am 6. September 1950 in Rom zusammen mit dem Paderborner Erzbischof Lorenz Jaeger in den Päpstlichen Laienorden investiert. Er war zuletzt Komtur (Offizier) des Ritterordens.